# NGC 194
NGC 194 es una galaxia elíptica localizada en la constelación de Piscis.